# Citriobatus spinescens
Citriobatus spinescens là một loài thực vật có hoa trong họ Pittosporaceae. Loài này được (F.Muell.) Druce mô tả khoa học đầu tiên năm 1917.